# Хандевит
Хандевит (њем. Handewitt) општина је у њемачкој савезној држави Шлезвиг-Холштајн. Једно је од 134 општинска средишта округа Шлезвиг-Фленсбург. Према процјени из 2010. у општини је живјело 10.700 становника. Посједује регионалну шифру (AGS) 1059183.

## Географски и демографски подаци
Хандевит се налази у савезној држави Шлезвиг-Холштајн у округу Шлезвиг-Фленсбург. Општина се налази на надморској висини од 43 метра. Површина општине износи 77,7 km². У самом мјесту је, према процјени из 2010. године, живјело 10.700 становника. Просјечна густина становништва износи 138 становника/km².

## Међународна сарадња
| Мјесто     | Држава   | Врста сарадње | Од    |
| ---------- | -------- | ------------- | ----- |
| Салакгрива | Летонија | партнерство   | 2004. |
| Извор      |          |               |       |